# Henry Heth
Henry Heth (Contea di Chesterfield, 16 dicembre 1825 – Washington, 27 settembre 1899) è stato un generale statunitense, che iniziò la sua carriera militare nell'esercito degli Stati Uniti d'America, per dimettersi all'atto della secessione degli Stati del sud, che costituirono gli Stati Confederati d'America. Da buon virginiano si arruolò nell'esercito confederato di cui divenne successivamente generale di brigata. Durante la guerra civile si distinse in numerose battaglie, tra cui quella di Gettysburg.

## Biografia
Nacque a Black Heath nella Contea di Chesterfield, Virginia, il 16 dicembre 1825, figlio del capitano John dell'US Navy e di Margaret L. Pickett, ed era cugino del futuro generale confederato George Edward Pickett. In famiglia fu sempre noto con il nome di "Harry", il preferito di suo nonno il colonnello Henry, che aveva partecipato alla guerra d'indipendenza americana. Il colonnello Henry Heth aveva stabilito la residenza della sua famiglia, emigrata dall'Inghilterra all'incirca del 1759, nella colonia della Virginia, entrando subito nel commercio del carbone.
In giovane età egli cercò di seguire le orme paterne, presentando domanda per entrate presso l'U.S. Naval Academy ma l'ingresso gli fu negato, ed allora presentò domanda per entrare presso l'United States Military Academy di West Point, che invece fu accolta. Durante il corso di studi ebbe come compagno di stanza Ambrose Burnside, e si brevettò nel 1847, all'ultimo posto della sua classe. Nel corso del 1846, durante un'esercitazione militare, rimase ferito alla gamba da un colpo di baionetta. Appena terminata l'Accademia fu assegnato, con il grado di sottotenente, al 1º Reggimento di fanteria che doveva prestare servizio durante la guerra messico-statunitense, ma il reparto arrivò in Messico dopo che le operazioni belliche erano terminate.
La sua carriera si svolse principalmente nelle guarnigioni occidentali, dove servì anche come quartiemastro. Mentre prestava servizio come tenente presso il 6º Reggimento di fanteria, John C. Symmes III rifiutò il brevetto di capitano presso il 10º Reggimento, ed egli lo ottenne al suo posto il 3 marzo 1855. Durante la campagna contro la tribù Lakota ebbe un ruolo di primo piano durante la battaglia di Ash Hollow (Nebraska), avvenuta nel corso dello stesso anno. Si sposò il 7 aprile 1857, avendo come testimone di nozze il collega Ambrose Powell Hill. Nel 1858 stilò il primo manuale di tiro per l'esercito americano, A System of Target Practice, che fu pubblicato nel 1862.

### La guerra civile
Allo scoppiò la guerra civile, dopo l'attacco a Fort Sumter, il 25 aprile 1861 si dimise dall'esercito federale, entrando subito dopo nel Confederate States Army. Fu promosso tenente colonnello e servì per un breve tempo come quartiermastro del generale Robert Edward Lee nell'esercito provvisorio della Virginia. In tale periodo conquistò l'amicizia e la stima di Lee, che durò per tutto il resto del conflitto. Infatti egli fu uno dei pochi generali confederati cui Lee, quando gli si rivolgeva, chiamava con il nome di battesimo. Nel corso dell'anno ottenne il comando del 5º Reggimento di fanteria della Virginia, per assumere poi quello del 45º Reggimento.

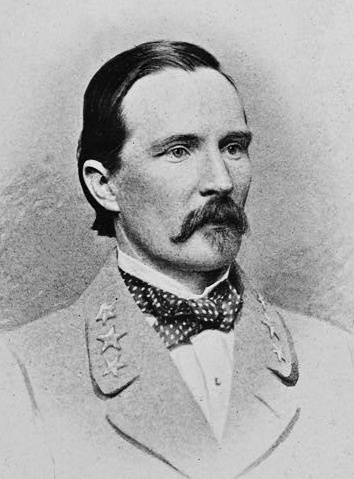
Heth in divisa dell'Esercito confederato

Trascorse il resto del 1861 combattendo nella Valle di Kanawha, situata nella Virginia occidentale, sotto il comando del generale John Buchanan Floyd. Venne promosso generale di brigata il 6 gennaio 1862, e inviato a ovest nel Dipartimento del Tennessee orientale, per servire sotto il generale Edmund Kirby Smith. Nel settembre dello stesso anno, durante la campagna del Kentucky venne inviato da Smith, al comando di una Divisione, a nord di Lexington, Kentucky, per effettuare un'azione dimostrativa su Cincinnati. Questa azione causò grande agitazione nelle difese della città, ma si verificarono solo pochi scontri armati di scarso rilievo. Al termine della campagna fu promosso maggiore generale, ma tale nomina venne rigettata dal Senato della Confederazione.
Nel febbraio 1863 Lee lo volle di nuovo sotto il suo comando nell'Armata della Virginia Settentrionale, assegnato come comandante di brigata nella Divisione Leggera del maggiore generale Ambrose Powell Hill. Partecipò alla battaglia di Chancellorsville, dimostrandosi particolarmente aggressivo, e attaccando senza riserve parte dell'XI Corpo d'armata unionista, emergendo con le sue truppe dalla foresta. Assunse il comando temporaneo della Divisione Leggera quando il generale Hill rimase ferito. In seguito alla morte del generale Thomas J. "Stonewall" Jackson, Lee riorganizzò il suo esercito su tre Corpi d'armata, promuovendo Hill al comando del III Corpo, ed Heth mantenne il comando della divisione e fu promosso maggiore generale il 24 maggio 1863, partecipando alla successiva campagna di Gettysburg.

### La battaglia di Gettysburg
Fu la sua Divisione a dare inavvertitamente il via alla grande battaglia di Gettysburg. Marciando ad est di Cashtown il 1º luglio 1863 inviò due Brigate di fanteria in avanscoperta, per effettuare una missione di ricognizione in forze. Le sue memorie dicono che le aveva mandate in avanti alla ricerca di scarpe presso una fabbrica che si trovava a Gettysburg, ma alcuni storici considerano questa storia apocrifa, e dicono che Heth sapeva bene che il generale Early era stato nella città qualche giorno prima, e che le eventuali scarpe disponibili erano state confiscate a quel tempo. Le sue brigate di fanteria vennero a contatto con due brigate di cavalleria unioniste, comandate dal brigadiere generale John Buford, attestatesi appiedate, in formazione di battaglia, presso il Seminary Ridge.

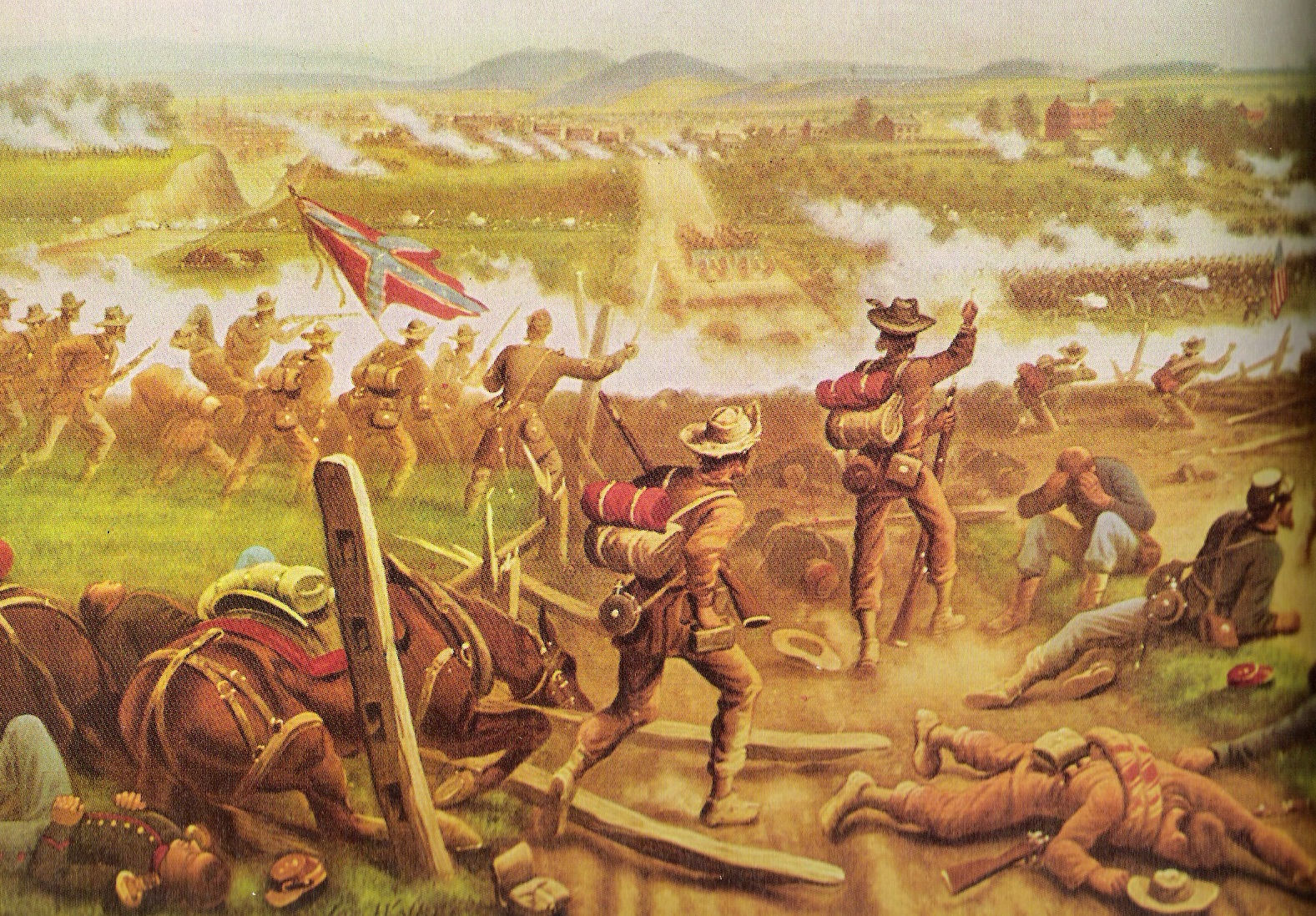
Una illustrazione delle truppe Confederate a Gettysburg il 1 luglio 1863, primo giorno della battaglia.

Lee aveva espressamente ordinato a tutti i generali di evitare di entrare in combattimento con il nemico prima che l'esercito confederato si fosse interamente ricongiunto, ma la sua azione rese tale ordine superato. Mentre le brigate di cavalleria unioniste erano impegnate in combattimento incominciarono a sopraggiungere anche i reparti di fanteria del I Corpo d'armata al comando del generale John Fulton Reynolds. La sua decisione di impegnare combattimento con due brigate prima dell'arrivo del resto della sua divisione si rivelò un errore, ed entrambe furono respinte dopo duri combattimenti contro una Divisione d'élite del I Corpo appartenente all'Armata del Potomac, tra cui militava la famosa Iron Brigade. Dopo una pausa nel combattimento, egli portò in avanti altre due brigate impegnando battaglia nel pomeriggio.
Le forze unioniste vennero ricacciate al Seminary Ridge, soprattutto perché l'XI Corpo unionista, schierato sul fianco destro, era stato schiacciato dal II Corpo d'armata confederato di Richard S. Ewell proveniente da nord. Infine egli attaccò decisamente, in collaborazione con la divisione del maggiore generale Robert E. Rodes, costringendo il I Corpo unionista alla ritirata attraverso la città, per attestarsi sulla Cemetery Hill. Le perdite registrate dai confederati furono gravi, in quanto l'attacco non fu coordinato con la divisione del maggiore generale William Dorsey Pender. Durante le fasi dell'attacco egli rimase ferito da una pallottola che lo colpì alla testa.
Fortunatamente indossava un cappello troppo grande, che aveva imbottito con delle carte di giornale per farlo calzare al meglio, e fu quasi certamente questo fatto a salvargli la vita. I giornali deviarono la pallottola evitandogli una ferita mortale, ma il generale perse i sensi rimanendo fuori combattimento per il resto della battaglia. Il comando della divisione fu temporaneamente assunto dal brigadiere generale James Johnston Pettigrew, e sotto il suo comando rientrò in azione due giorni dopo, durante la carica di Pickett. Si riprese dalla ferita abbastanza velocemente, tanto da riassumere il comando della divisione durante le fasi della ritirata verso la Virginia e nei piccoli combattimenti che seguirono durante il resto dell'anno.
Nel corso del 1864 prese parte alla Overland Campaign, e poi all'assedio di Petersburg. Dopo la morte del generale Hill, avvenuta il 2 aprile 1865, assunse brevemente il comando del III Corpo d'armata. La sua divisione, ora comandata dal generale John R. Cooke, venne sconfitta durante la battaglia della stazione di Sutherland, ed egli comandò il resto delle sue truppe durante le fasi della ritirata che terminò con la resa di Lee, il 9 aprile 1865, avvenuta a Appomattox Court House.
Dopo la guerra lavorò nel settore assicurativo e poi per il governo federale come geometra e nell'Ufficio per gli affari indiani. Durante gli ultimi anni assistette il Dipartimento della Guerra degli Stati Uniti nei suoi sforzi per raccogliere materiale per la redazione degli Official Records. Si spense a Washington il 27 settembre 1899, per essere sepolto nell Hollywood Cemetery di Richmond, Virginia. Heth fu il primo Comandante della Centennial Legion of Historic Military Commands quando fu fondata nel 1876.

### Nei media
Nel film del 1993 Gettysburg, basato sul romanzo di Michael Shaara The Killer Angel, il personaggio di Heth è stato interpretato dall'attore Warren Burton.

## Pubblicazioni
- A System of Target Practice, D. Van Norstrand, New York, 1862
- The Memoirs of Henry Heth, (a cura di James L. Morrison Jr) Greenwood, Westport (Connecticut), 1974

### Annotazioni
1. ↑  Il capitano John Heth fu brevemente catturato dagli inglesi durante la guerra del 1812.
2. ↑  Che culminò nella battaglia di Perryville, cui Heth non prese parte.
3. ↑  Inoltre tali storici ritennero che sarebbe stato uno spreco di forze l'invio di due Brigate di fanteria per effettuare una tale missione.

### Fonti
1. 1 2 3 4 5 6 7 8 9 10 11 12 13 14 15  Arnold, Wiener 1998, p. 18.
2. ↑  Noe 2001, pp. 86-87.
3. ↑  Smith 1998, p. 53.
4. 1 2 3 4  Arnold, Wiener 1998, p. 19.
5. ↑  Drake 1892, p. 52.
6. ↑  Drake 1892, p. 66.
7. ↑  Drake 1892, p. 67.
8. 1 2  Drake 1892, p. 54.
9. ↑  Drake 1892, p. 64.
10. ↑  Drake 1892, p. 69.
11. ↑  Drake 1892, p. 70.
12. ↑  Centennial Legion of Historic Military Commands web site. Retrieved October 3, 2012.